# Aurabesh
Aurabesh reprezintă un sistem de scriere aflat în limba de Bază, folosit în universul fictiv Războiul stelelor.